# 普光寺 (豊後大野市)

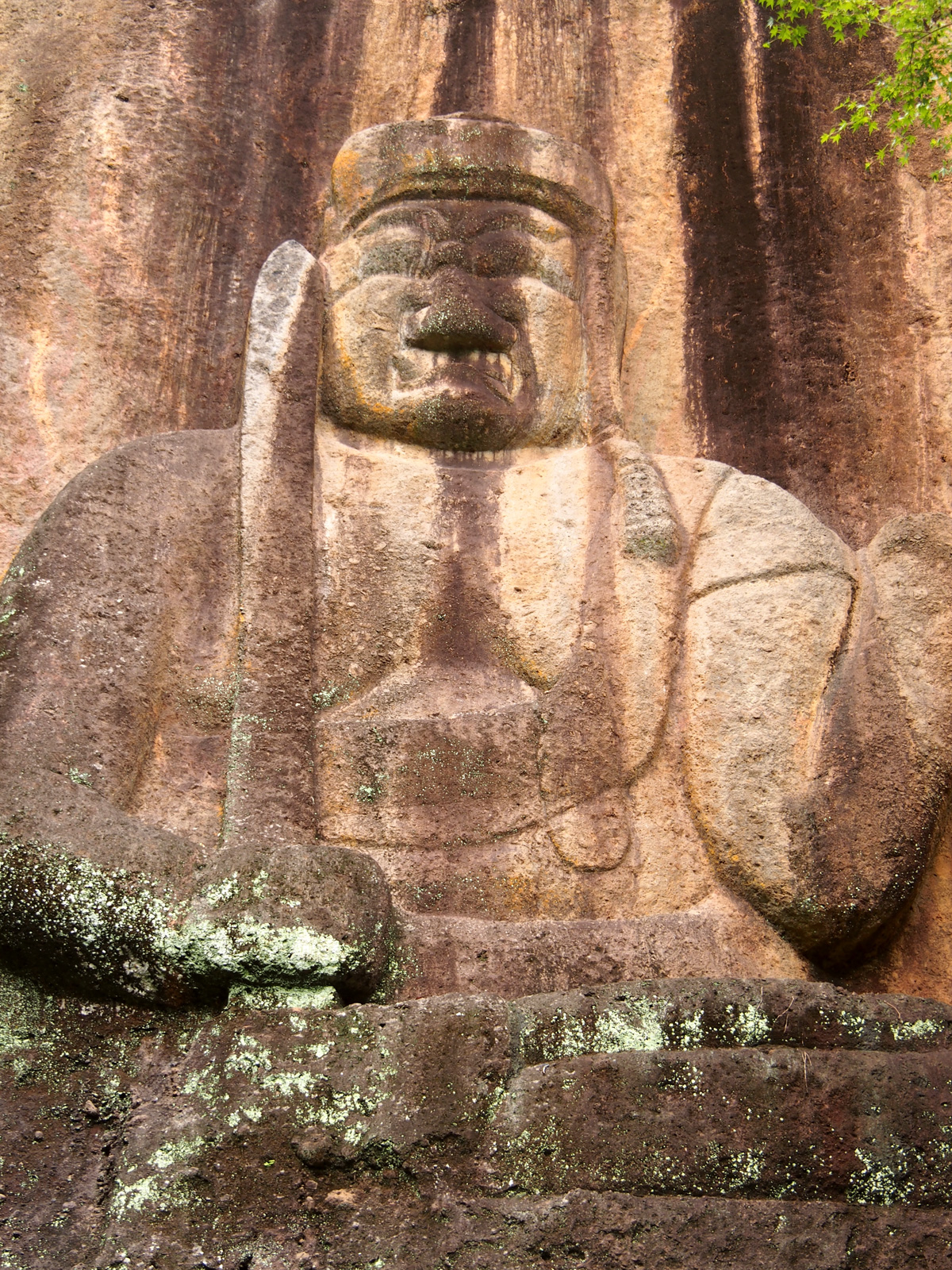
普光寺磨崖仏不動明王

普光寺（ふこうじ）は、大分県豊後大野市朝地町上尾塚にある高野山真言宗の寺院。山号は筑紫山。本尊は大日如来。アジサイで知られ、アジサイ寺（紫陽花寺）と呼ばれる。

## 歴史
この寺は、言い伝えなどによれば、6世紀九州出身で百済の王に仕えた日羅（? - 583年）によって創建されたという。『豊後国志』によると、日羅は豊後国内に7箇所の寺院を創建してそれぞれに磨崖仏を彫ったといい、普光寺磨崖仏はそのひとつであるとされる。
1586年（天正14年）の豊薩合戦の際に打ち壊しに遭い衰退したが、江戸時代には岡城の鬼門に当たることから豊後国岡藩主中川氏の帰依を得、寺領も寄進されている。古くは普光山筑紫尾寺と号していたが、筑紫尾が「畜生」とも聞こえることから、1662年（寛文2年）に岡藩第3代藩主中川久清によって現在の山寺号に改められたという。

## 文化財
- 大分県史跡
  - 普光寺磨崖仏